# Holocausto Canibal
Holocausto Canibal est un groupe portugais de grindcore, originaire de Rio Tinto. Ils sont édités par Xtreem Music. Leur style musical est largement inspiré de groupe comme Carcass, Impetigo, Dead Infection, Blood et Deranged, mêlant grindcore et quelques éléments de death metal, tandis que les paroles se concentrent sur le gore, perversion sexuelle et les paraphilies, toutes écrites et chantées en portugais.

## Histoire

### Débuts etGonorreia Visceral(1997–2002)
Holocausto Canibal est formé à la fin de 1997 par le bassiste Z. Pedro, qui recrutera le chanteur Ricardo S., le guitariste Nuno P. et le batteur J. Lamelas. Son nom étant inspiré du film Cannibal Holocaust de Ruggero Deodato, le groupe fait appel à Christophe Szpajdel pour la création de son logo. En choisissant un tel nom, le groupe souhaite rendre hommage au film et à son réalisateur dans son style musical, ses concerts et son image,. Leurs premières chansons sont rapidement réalisées, et Holocausto Canibal fait sa première apparition le 22 mars 1998 au Discoteca Cairo de Porto. Le groupe enregistre ensuite sa première et unique démo, oPus I, qui comprend des répétitions. Publiée en 1998, oPus I est bien accueillie par les magazines nationaux et internationaux. Toujours en 1998, Z. Pedro et Nuno P. visitent l'Institute of Forensic Medicine de Porto pour une session photo publiée par le Loud! Magazine pendant leur rencontre avec Prof.
Un an plus tard, en 1999, le chanteur Ricardo S. quitte le groupe, et Carlos le remplace au chant, tandis que le groupe entre aux Rec'n'Gore Studios pour enregistrer son premier album. Intitulé Gonorreia Visceral, il est publié en février 2000 via So Die Music et consolide la position du groupe dans la scène, pendant une période durant laquelle le black metal est à son pic de popularité dans le pays. Gonorreia Visceral est le premier album portugais représenté par une couverture gore avec de vraies photos. À partir de ce moment, cela devient la marque de fabrique du groupe et leurs futurs albums auront ce même type de couverture. À cause de la violence de ses couvertures, paroles et de ses performances scéniques, Holocausto Canibal attire rapidement l'intérêt des médias portugais. En février et avril 2000, respectivement, le batteur J. Lamelas et le chanteur Carlos quittent le groupe, et  Ricardo S. recrutera le batteur Ivan S. Avec le bassiste Z. Pedro et le guitariste Nuno P., le groupe continue à répandre sa musique à travers le Portugal.

### Sublime Massacre Corpóreo(2002–2006)
La reconnaissance internationale du groupe se fait avec la sortie de leur deuxième album, Sublime Massacre Corpóreo, publié en 2002 chez So Die Music. En 2001, le groupe entre aux Grave Studios de Braga pour enregistrer l'album dont les chansons Violada Pela Motosserra, Porno Hardgore et Cadavérica Ejaculação Espasmódica, deviendront des classiques du genre, et feront participer le claviériste Daniel Cardoso (Anathema). Sublime Massacre Corpóreo devient le premier album du groupe distribué en Europe et sur le continent américain. C'est cet album qui permet à Holocausto Canibal de se mettre en avant, cette fois avec C. Guerra comme chanteur de session, qui rejoindra le groupe après le départ de Ricardo S. en novembre 2003, qu'il dédicacera l'album à sa fille. Le mois d'avril 2003 assiste à l'arrivée de Nuno T., comme second guitariste. Holocausto Canibal sera un quintette jusqu'au départ de Nuno T. en juillet 2004.
Comme quatuor, le groupe joue en République tchèque et en Allemagne, et devient le premier groupe portugais à jouer dans des festivals tels que le Fuck the Commerce VII (2004) en Allemagne et l'Obscene Extreme Fest (en 2005) en République tchèque,. Un an plus tard, en 2005, Holocausto Canibal signe au label allemand Cudgel Agency pour enregistrer son troisième album, Opusgenitalia. En décembre 2005, avant la sortie de l'album et la tournée qui l'accompagne, le groupe recrute le guitariste Eduardo F. qui quitte le groupe en 2006.

### Opusgenitalia(2006–2011)
Opusgenitalia est enregistré par une formation qui comprend le bassiste Z. Pedro, le guitariste Nuno P. et le batteur Ivan S., aux côtés de Max T. au chant, une invitation qui se renouvellera pour Gorefilia et Larvas. Après être entré aux Grave Studios pour enregistrer et mixer le nouvel opus, le mastering s'effectue aux MegaWimp Studios en Allemagne. Après avoir repoussé sa sortie à cause de la couverture trop graphique (censurée par les autorités allemandes), Opusgenitalia est finalement publié en 2006. Des chansons comme Fetofilia - Incestuosa Sodomia Fetal, Vulva Rasgada, Amizade Fálica et Empalada Via Espinal Dorsal - Empalamento II solidifient la popularité du groupe au Portugal, comme pour certaines chansons issues de Sublime Massacre Corpóreo. L'album est distribué à l'international et présenté par le groupe à un nouveau public de pays comme la Slovaquie, la Hongrie, la Finlande, l'Italie, l'Autriche, et joué à divers festivals comme notamment l'Antitrend Bizarre Leprous Fest 2, la Fekal Party 9, le Fuck the Commerce XI, le Deathfeast Open Air 2008, et le Tattoo Deathfest 2010.
Entre avril et juin 2006, le batteur Ivan S. doit se séparer du groupe à cause d'une blessure à la jambe. Diogo P. (qui a joué avec le groupe au Fetal Incest, aux côtés de Z. Pedro à la basse) est demandé d'assurer la batterie en concert. Les premières apparitions outre-mer du groupe s'effectuent en 2008 ; depuis, le groupe est confirmé pour le Central Illinois Metalfest organisé dans l'Illinois, aux États-Unis, le 19 juillet, mais cette apparition est annulée,. Ivan S. quitte le groupe en septembre 2009, et Diogo P. devient leur batteur officiel. À cette période, le groupe comprend Z. Pedro (basse, seul membre fondateur restant), C. Guerra (chant), Eduardo F. (guitare) et Diogo P. (batterie). Ils se lanceront ensemble dans la préparation d'un nouvel album. En avril 2011, le guitariste António C. est recruté comme membre live. Peu après, le groupe est invité par le réalisateur Tiago Pereira au projet de clip intitulé A Música Portuguesa A Gostar Dela Própria.

### Gorefilia(2011–2014)
2011 assiste au retour du groupe en studio pour enregistrer un nouvel opus. Ils enregistrent aux 213 Studios avec le producteur Bruno Silva, et aux Hertz Studios en Pologne avec les producteurs Slawek and Wojtek Wieslawski (Vader, Behemoth et Decapitated) pour le mixage et le mastering. Gorefilia est publié en 2012 au label Xtreem Music (international) et Raising Legends/Raging Planet Records (Portugal). Gorefilia est l'album le plus mature et sombre du groupe. Le retour du groupe après six ans sans nouvel album depuis Opusgenitalia, Gorefilia est très bien accueilli par la presse spécialisée comme au magazine Terrorizer.
La vidéo du premier single, Objectofilia Platónica, est diffusée dans l'émission Curto Circuito le 22 novembre 2012. Une nouvelle tournée suit après la sortie de Gorefilia en avril 2012 au Steel Warrior's Rebellion - Barroselas Metalfest XV, puis C. Guerra quitte le groupe. Après l'événement, le chanteur Ricardo S. revient comme chanteur de session. Après une année à tourner à Portugal, 2013 marque le retour du groupe sur la scène internationale en Espagne, en République tchèque, en Slovaquie, en Allemagne, en Italie et en Suisse jouant à des festivals comme l'Obscene Extreme, l'Extremefest, le Carnage Feast, et le Vulgar Fest VIII.

### Dernières activités (depuis 2014)
Le groupe termine l'année 2013 avec la sortie de quatre chansons enregistrées entre les 213 Studios avec Bruno Silva et les Hertz Studios avec Slawek et Wojtek Wieslawsky. Avec un contrat au label tchèque Bizarre Leprous Production, le groupe publie l'EP Larvas en mai 2014 et prépare un nouvel opus. Le même mois, ils tournent au Royaume-Uni pour la première fois. Ils tournent plus tard aux Pays-Bas au Grindfeast XL d'Arnhem, pays dans lequel ils retourneront pour jouer au Neurotic Deathfest à Tilbourg.
Le groupe joue en Allemagne au Party.San Festival 2015, au Rape the Escape Festival 2015 en Autriche, puis au Frankfurt Death Fest en 2016. Ils effectuent un split avec le groupe de death metal gallois Desecration annoncé pour début 2015.

## Membres

### Membres actuels
- Z. Pedro - basse (depuis 1997)
- Eduardo F. - guitare (depuis 2005)
- Diogo P. - batterie (en session entre avril et juin 2006 ; depuis 2009)
- António C. - guitare (depuis 2011)
- Ricardo S. - chant de session (1997-1999, 2000-2003 ; depuis 2012)

### Anciens membres
- J. Lamelas - batterie (1997-2000)
- Carlos - chant (1999-2000)
- Nuno T. - guitare (2003-2004)
- Nuno P. - guitare (1997-2003, 2004-2006, 2010 en session pendant deux concerts)
- Ivan S. - batterie (2000-2009)
- C. Guerra - chant (2003-2012)

### Musiciens invités
- Max T. (Colosso) - chant sur Opusgenitalia, Gorefilia et Larvas (2005–2014)
- Daniel Cardoso (Anathema) - claviers sur Sublime Massacre Corpóreo (2002)
- Charles Sangnoir (La Chanson Noire) - paroles sur Putrescência Necromântica (extraite de Gorefilia ; 2012)
- Fabrice Costeira - production des remixes de Analéptica Anergia Sideroblástica - GHB Fx (Analeptic Sideroblastic Anergy - GHB Fx) et Apraxia Digital Com Cyber Leucorreia Hi-Tech (Digital Apraxy With Hi-Tech Cyber Leukhorrhea) et samples sur Gorefilia (2012) et Larvas (EP)

## Discographie
- 1998: oPus I - Rehearsal '98 (démo)

### Albums studio
- 2000 : Gonorreia Visceral
- 2002 : Sublime Massacre Corpóreo
- 2006 : Opusgenitalia
- 2012 : Gorefilia

### EP et splits
- 2003 : Libido Dispareunia (split CD avec Grimness)
- 2005 : Morbosa Carnosidade Putrefacta (split avec Mixomatosis)
- 2013 :  Holocausto Canibal/Kadaverficker (7" split avec Kadaverficker)
- 2013 : Compêndio de Aversões
- 2014 : Larvas (EP)

### Compilation
- 2006 : Visceral Massacre Memorabilia

### Démo
- 1998 : oPus I

### DVD
- 2005 : Obscene Extreme 2005 (Obscene Productions) (2005)
- 2011 : Fekal Party 9 (L'Infantille Collective) (2011)

### Autres
- 2000 : Promúsica #45 (compilation)
- 2004 : Divergências (compilation)
- 2005 : Obscene Extreme 2005 (compilation)
- 2006 : Lithanies of Purulent Death (compilation)
- 2008 : Círculo De Fogo #4 - Melomania (compilation)
- 2009 : Tribute to Porn (compilation)
- 2009 : 100 Bands Who Do 10 Sec. of Stuff on A 7" EP (compilation)
- 2010 : Grind Your Fucking Face Off!!! (compilation)
- 2010 : In Gore We Grind III - A Collection of Killers (compilation)
- 2010 : Splatter Fetish II (compilation)
- 2010 : Covers, C* e Mamas: o Tributo Ideal - Mata-Ratos Tribute
- 2011 : Bulldozers United : A Tribute to C*ck and Ball Torture
- 2012 : Goth'n'Rock Productions: IV Chapter
- 2013 : Obscene Extreme 2013
- 2014 : Spanish (and guests) Tribute to Dead Infection
- 2014 : 13 Metal Compilation Vol. III
- 2014 : Tribute To Blood
- 2014 : Decreto 3.927
- 2015 :  Dead Infection and Friends: Mexican Tribute to the Gods of Gore Grind